# 2018年国民民主党代表選挙
2018年国民民主党代表選挙（2018ねんこくみんみんしゅとうだいひょうせんきょ）は、2018年9月4日に行われた国民民主党の代表選挙である。選挙の結果、玉木雄一郎が当選した。

## 背景
2017年10月31日の民進党代表選挙で新代表に選出された大塚耕平は、2019年の統一地方選挙や参議院議員通常選挙を控え、連合の後押しで立憲民主党や希望の党との連携による党勢の回復を図り、2018年1月の統一会派交渉決裂を経て3月に新党結成協議に乗り出し、4月に希望の党と協議入りした。協議の結果、大塚の任期が満了する9月に新党の代表選を行うこと、代表選は党員・サポーターが投票できるようにすること、代表選までは大塚と2017年11月の希望の党共同代表選挙を経て希望の党代表に就任した玉木雄一郎とが新党の共同代表に就任することなどで調整が進められ、2018年5月7日に新党「国民民主党」が結成された。
その後、6月27日の総務会では、9月下旬に行われる自由民主党総裁選挙との重複による埋没を避けるため、代表選を9月上旬に行うことが決定された。7月18日の総務会では、代表選を8月22日告示・9月4日投開票の日程で行うこと、立候補に必要な国会議員の推薦人の要件を所属議員の15%か20人以上のいずれか少ない方に緩和する一方、新たな要件として国会議員の要件と同数の地方議員の推薦人を加えるよう代表選規則を改正すること、党員・サポーターと地方議員の事前投票に電子投票を導入するよう代表選規則を改正することなどが決定された。7月24日の総務会では、代表選実施のための臨時党大会を9月4日午後に東京都内で開催することが決定された。7月31日の総務会では、7月現在の党員・サポーター数が7万6596人、地方議員数が761人と報告された。
当初は出馬の動きが低調で無風状態とも報じられたが、8月に入り玉木、津村啓介元内閣府大臣政務官の出馬意向が伝えられ、「対決より解決」路線の玉木に対し野党共闘路線の津村が挑む構図と報じられた。8月9日に党本部で事前説明会が開かれ、玉木陣営（岸本周平役員室長）、津村陣営のほか今井雅人国会対策委員長代理、柚木道義元財務大臣政務官の陣営が出席し、津村は出席後に出馬に意欲を示した。玉木は同日夜に大塚と会談し、続投すべきとの認識で一致した。8月10日、玉木が出馬を正式表明し、日本共産党を除く野党間の統一会派結成や共同選対設置を呼びかけ、「対決も解決も」と述べて路線を対決寄りに修正した。8月13日、津村が出馬を正式表明し、玉木との違いを「野党共闘の本気度」とした上で、まず衆議院会派「無所属の会」との合同国対設置、次いで野党間の合同選対設置を目指す考えを示し、共産党との選挙協力については明言を避けた。また、代表選の争点として、党勢拡大の方策や野党共闘の在り方などが報じられた。
告示前日の8月21日の段階で、玉木が推薦人を確保して論戦に意欲を示し、津村が推薦人集めを続ける一方、出馬を模索していた柚木の離党意向が報じられ、情勢は混迷した。告示当日の8月22日午前、直前に推薦人を確保した津村と玉木が立候補を届け出て一騎打ちが確定し、届出後、津村は「現状を打破するために選手交代が必要だ」、玉木は「どちらが安倍政権に対するチャレンジャーにふさわしいかを選ぶ選挙だ」と意気込みを述べた。国会議員の推薦人は、津村が党内グループ「自誓会」メンバーなど衆議院議員を中心に10人、玉木が執行部メンバーや連合出身議員など参議院議員を含む20人を集めた。同日午後の共同記者会見や討論会では、参議院一人区の候補者調整について、津村が共産党を含む野党間の事前調整を主張し、玉木が共産党を除く野党間の事前調整と共産党に対する事後交渉を主張した。一方、同日に柚木が離党届を提出し、総務会はこれを受理せず除籍処分としたが、さらに離党を検討する動きが報じられた。8月23日には政策討論会が開かれ、地方遊説が始まるなど、選挙戦が本格化した。
終盤の情勢調査では、時事通信社が、除籍された柚木を除く国会議員61人のうち玉木支持は全体の7割近い42人、津村支持は12人と報じるなど、国会議員票で玉木の優勢が伝えられた。9月4日の臨時党大会直前には、玉木の当選を確実視し、選挙後の党運営に話題を移す報道もあった。

## 手続
代表選挙に立候補することができる者は党所属国会議員に限られる。立候補に必要な推薦人は党所属国会議員62人の15％およびそれと同数の地方自治体議員で、それぞれ10人となる。任期満了に伴う代表選挙であり、有権者は党所属国会議員・国政選挙の公認候補予定者・党籍を有する地方自治体議員・党員およびサポーターとなる。
- 国会議員62人、公認候補予定者18人は臨時党大会で直接投票を行い、前者の1票は2ポイント、後者の1票は1ポイントに換算する。
- 地方自治体議員758人、党員・サポーター7万4939人は全国単位で事前投票を行い、それぞれ計71ポイント[注 2]を割り当ててドント方式で比例配分する。

有効投票に基づくポイント総数の過半数を獲得した候補者を当選者と決定する。3人以上が立候補した場合で過半数のポイントを獲得した候補者がいないときは、上位2人に対する決選投票を行う。決選投票は国会議員と公認候補予定者が臨時党大会で直接投票して行い、前者の1票は2ポイント、後者の1票は1ポイントに換算して多数のポイントを獲得した候補者を当選者と決定する。選出された代表の任期は、2021年9月まで。
- 出典：
  - 『国民民主党代表選挙の実施について（公告）』（プレスリリース）国民民主党、2018年8月1日。
  - 『代表選挙立候補届出の受付及び事前説明会について（公告）』（プレスリリース）国民民主党、2018年8月1日。
  - 『国民民主党代表選挙の有権者数に関する公告』（プレスリリース）国民民主党、2018年8月7日。

## 日程
- 7月18日 - 総務会が代表選挙の日程を8月22日告示・9月4日投開票と決定[123]
- 7月20日 - 両院議員総会が代表選挙の日程を了承[124]
- 7月31日 - 代表選挙管理委員会が代表選挙の実施を公告[125]
- 8月9日 - 事前説明会を開催、津村啓介、今井雅人、柚木道義、玉木雄一郎の4陣営が出席[126]
- 8月22日 - 告示、立候補受付[127]、共同記者会見[128]、候補者討論会[129]、街頭演説会（於：新宿駅西口）[130]
- 8月23日 - 政策討論会[131]、地方遊説を開始（於：静岡駅南口）[132]、候補者ネット討論会
- 8月24日 - 街頭演説会（於：金沢駅兼六園口（東口））、候補者討論会（於：金沢市）[133][134]
- 8月25日 - 候補者討論会（於：大阪市）[135][136][137][138]、街頭演説会（於：ヨドバシ梅田店南側）[139][140]、街頭演説会（於：松山市駅坊ちゃん広場前）
- 8月26日 - 街頭演説会（於：盛岡駅北口・ローソン盛岡駅前店前）、候補者討論会（於：一関市）[141][142]、街頭演説会（於：大宮駅東口）[143]
- 8月27日 - 候補者討論会（於：岡山市）[144]、街頭演説会（於：イオンモール岡山・北側交差点）[145]
- 8月28日 - 候補者討論会（於：札幌市）、街頭演説会（於：大通西3丁目）[146]
- 8月29日 - LGBT諸団体との意見交換会[147][148][149]、街頭演説会（於：パシオス千葉前）[150]、記者会見（於：日本外国特派員協会）[151][152][153][154][155]、街頭演説会（於：関内駅南口交差点）[156]、候補者ライブトーク[157]
- 8月30日 - 街頭演説会（於：天神ツインビル前）[158][159][160][161]
- 8月31日 - 候補者討論会（於：長崎市）、街頭演説会（於：銕橋）[162]
- 9月1日 - 街頭演説会（於：大丸神戸店前（元町））[163]、候補者討論会（於：名古屋市）[164][165]、街頭演説会（於：名古屋駅桜通口・ロータリー前）
- 9月2日 - 街頭演説会（於：銀座4丁目交差点）[166][167][168][169][170][171][172][173]、郵便投票締切[125]
- 9月3日 - 電子投票締切[174][175][114]
- 9月4日 - 臨時党大会、投開票[176][177][178][179]（於：都市センターホテル[180]）

## 候補者

### 立候補者
届出順
|  | 津村啓介   | 衆議院議員（6期） 元内閣府大臣政務官        | 政見 (PDF) |
|  | 玉木雄一郎 | 衆議院議員（4期） 党共同代表 元希望の党代表 | 政見 (PDF) |

### 立候補辞退者
- 泉健太[26][28][182] - 衆議院議員（7期）、党国会対策委員長、元内閣府大臣政務官。
- 渡辺周[26] - 衆議院議員（8期）、党副代表、元防衛副大臣。
- 原口一博[28][182] - 衆議院議員（8期）、党代表代行、元総務大臣。
- 今井雅人[36][40][39][41] - 衆議院議員（4期）、党国会対策委員長代理、元維新の党幹事長。
- 柚木道義[40][41][78] - 衆議院議員（5期）、元財務大臣政務官。
- 山井和則[41] - 衆議院議員（7期）、党代議士会長、元厚生労働大臣政務官。
- 大塚耕平[183][184] - 参議院議員（3期）、党共同代表、党参議院議員会長、元厚生労働副大臣。
- 前原誠司[185] - 衆議院議員（9期）、元民進党代表、元外務大臣。
- このほか、衆議院会派「無所属の会」所属の野田佳彦元内閣総理大臣が、7月に国民民主党所属の中堅議員4人から国民民主党入党と代表選出馬を要請されたものの固辞したと報じられた[186]。

## 推薦人
国会議員
- 稲富修二（衆院比例九州）
- 源馬謙太郎（衆院比例東海）
- 小宮山泰子（衆院比例北関東）
- 後藤祐一（衆院比例南関東）
- 階猛（衆院岩手1区）
- 篠原孝（衆院長野1区）
- 牧義夫（衆院比例東海）
- 山岡達丸（衆院比例北海道）
- 大野元裕（参院埼玉）
- 長浜博行（参院千葉）

地方自治体議員
- 井野正臣（登別市）
- 佐藤哲治（秋田市）
- 石田慎吾（品川区）
- 望月利樹（山梨県）
- 上杉知之（新潟県）
- 野村美穂（岐阜県）
- 人見誠（神戸市）
- 部谷翔大（山口市）
- 田村隆彦（土佐市）
- 田中慎介（福岡市）

国会議員
- 青山大人（衆院比例北関東）[189]
- 浅野哲（衆院比例北関東）[189]
- 泉健太（衆院京都3区）
- 小熊慎司（衆院比例東北）
- 近藤和也（衆院比例北陸信越）
- 白石洋一（衆院愛媛3区）
- 西岡秀子（衆院長崎1区）[189]
- 原口一博（衆院佐賀1区）
- 平野博文（衆院大阪11区）
- 古本伸一郎（衆院愛知11区）
- 森田俊和（衆院比例北関東）[189]
- 礒崎哲史（参院比例）
- 伊藤孝恵（参院愛知）
- 大塚耕平（参院愛知）
- 川合孝典（参院比例）[189]
- 桜井充（参院宮城）
- 榛葉賀津也（参院静岡）[189]
- 浜野喜史（参院比例）
- 矢田稚子（参院比例）
- 柳田稔（参院広島）

地方自治体議員
- 千葉智人（根室市）[189]
- 三浦博司（八戸市）
- 布田一民（岩沼市）[189]
- 宮下雅志（福島県）
- 斉藤孝明（栃木県）
- 海老原直矢（上尾市）
- 田畑直子（千葉市）
- 曽我部久美子（神奈川県）[189]
- 長友克洋（神奈川県）
- 吉田要（江東区）
- 岡本護（静岡県）
- 日比美咲（名古屋市）[189]
- 松本順一（寝屋川市）
- 平岩征樹（貝塚市）
- 向山好一（兵庫県）
- 藤野良次（奈良県）[189]
- 柏木岳（那賀町）[189]
- 長尾和明（高知市）
- 白石一裕（北九州市）
- 深堀浩（長崎県）

- 玉木の推薦人のうち地方自治体議員の推薦人6人の推薦状原本が期限の8月23日までに提出されなかったため、当該6人およびそれと同数の国会議員の推薦人が玉木の推薦人名簿から削除された[190][191][192]。

## 結果
9月4日の臨時党大会において、国会議員と公認候補予定者による直接投票が行われ、地方自治体議員と党員・サポーターによる事前投票と合わせて集計された結果、津村が74ポイント、玉木が204ポイントを獲得し、有効投票に基づくポイント総数の過半数を獲得した玉木が新代表に選出された。玉木は国会議員票で61票中41票、地方議員と党員・サポーターのいわゆる地方票でも142ポイント中106ポイントを獲得して津村に大差をつけた。玉木は選出後の記者会見で、党勢拡大や野党共闘などの課題について、「全党一丸となって党勢拡大に取り組みたい」と決意を表明し、「安倍政権のおかしなところを徹底調査し、厳しく迫っていきたい。私も論戦の先頭に立ってバッタバッタとなぎ倒したい」と述べて政権との対決姿勢を鮮明にするとともに野党共闘を進める必要性を強調した。一方、国会議員票で無効票が2票出たことから、「離党予備軍」の存在も報じられた。

### 投票結果
| 候補者     | 得点数 | 国会議員票    | 公認予定者票 | 地方議員票    | 党員・サポーター票 |
| ---------- | ------ | ------------- | ------------ | ------------- | ------------------ |
| 津村啓介   | 74pt   | 18票（36pt）  | 2票（2pt）   | 157票（20pt） | 5,457票（16pt）    |
| 玉木雄一郎 | 204pt  | 41票（82pt）  | 16票（16pt） | 407票（51pt） | 17,793票（55pt）   |
| 無効       | -      | 2票           | 0票          | 6票           | 294票              |
| 合計       | 278pt  | 61票（118pt） | 18票（18pt） | 570票（71pt） | 23,544票（71pt）   |

- 国会議員の棄権は1票、公認予定者の棄権は0票[注 3]。
- 地方議員の投票率は75.2%、党員・サポーターの投票率は31.42%[注 4]。
- 出典：『2018年9月代表選挙結果に関する公告』（プレスリリース）国民民主党、2018年9月4日。

## 新執行部
新執行部は9月11日の両院議員総会後に発足することとなり、幹事長人事が焦点と報じられた。その後、玉木の推薦人に名を連ねた大塚耕平前共同代表の代表代行起用、泉健太前国会対策委員長の要職起用、玉木陣営の選対本部長も務めた原口一博前代表代行の役員起用などが検討されていると報じられたほか、2019年の統一地方選挙や参議院議員通常選挙に向けた党結束の再確認や野党共闘を図るため、平野博文前総務会長の幹事長起用が内定したと報じられた。9月11日の両院議員総会で以下の通り幹部人事が了承された。幹事長に平野、国会対策委員長に原口が起用され、ともに衆議院会派「無所属の会」出身のベテラン議員であることから、野党共闘を重視した布陣と報じられた。また、古川元久前幹事長は大塚とともに代表代行に処遇され、代表選を争った津村は副代表に抜擢されるなど、執行部刷新を求める津村陣営への配慮もみられると報じられた。このほか、政務調査会長に泉、選挙対策委員長に玉木側近の岸本周平前役員室長、総務会長に電力総連出身の小林正夫前副代表が起用された。
| 代表                   | 玉木雄一郎                        |
| 代表代行               | 大塚耕平 古川元久                 |
| 副代表                 | 渡辺周 大島敦 津村啓介 田名部匡代 |
| 総務会長               | 小林正夫                          |
| 総務副会長             | 長浜博行 小宮山泰子               |
| 両院議員総会長         | 柳田稔                            |
| 幹事長                 | 平野博文                          |
| 幹事長代行             | 増子輝彦                          |
| 組織委員長             | 足立信也                          |
| 企業団体委員長         | 桜井充                            |
| 選挙対策委員長         | 岸本周平                          |
| 国会対策委員長         | 原口一博                          |
| 国会対策委員長代行     | 山井和則                          |
| 政務調査会長           | 泉健太                            |
| 政務調査会長代行       | 後藤祐一                          |
| 役員室長               | 小熊慎司                          |
| 常任監査               | 大島九州男                        |
| 会計監査               | 近藤和也                          |
| 男女共同参画推進本部長 | 徳永エリ                          |
| 憲法調査会長           | 階猛                              |
| 外交・安全保障調査会長 | 渡辺周                            |
| 税制調査会長           | 古本伸一郎                        |
| 社会保障調査会長       | 岡本充功                          |
| エネルギー調査会長     | 大野元裕                          |

- 出典：『国民民主党 役員』（PDF）（プレスリリース）国民民主党、2018年9月11日。